# Marcianus (keizer)
Flavius Marcianus (Grieks: Μαρκιανός, Markianos) (392 - januari 457) was Oost-Romeins keizer van 450 tot januari 457.
Marcianus werd geboren in Illyrië of Thracië en was zoals veel bekende mannen uit die regio een carrièresoldaat. In 421 ging hij mee op veldtocht tegen de Perzen, werd ziek en kwam daarna nooit meer in actie. In 430 was hij persoonlijk assistent van Aspar, de opperbevelhebber van keizer Theodosius II. Ergens in die tijd werd hij in Africa gevangengenomen door de Vandalen. Na zijn vrijlating weten we niets meer over hem tot zijn troonsbestijging.
Na de dood van Theodosius II in 450 was er een probleem met de opvolging. Zijn enige nog levende kind, Licinia Eudoxia, was getrouwd met Valentinianus III,keizer van het West-Romeinse Rijk. Theodosius had ook geen opvolger aangewezen. Aspar regelde echter een schijnhuwelijk tussen Marcianus en Pulcheria, keizerin en zus van Theodosius, waarna de senaat en de legers hem ook steunden. 
Een van de eerste dingen die Marcianus deed was het stoppen van tribuutbetalingen aan de Hunnen. Die werden daarvoor betaald om hen ervan te weerhouden het land binnen te vallen. Hoewel dit een zelfmoordplan leek, pakten de zaken goed uit voor Marcianus. Attila viel namelijk nooit het oostelijke rijk aan, maar verkoos het westelijke, omdat dat minder goed verdedigd werd en daardoor een makkelijker prooi voor zijn rooftochten. In Constantinopel waren veel aristocraten blij met de beslissing van Marcianus, zodat hij daar veel respect kreeg. Na Atilla's dood ging Marcianus bondgenootschappen aan met de volkeren die onderdrukt waren geweest door de Hunnen, met name de Ostrogoten, om ze in toom te houden. Door zijn beleid raakte de schatkist goed gevuld.
Er waren verder nauwelijks veldtochten onder Marcianus. De keizer ging de strijd uit de weg, en zo stuurde hij naar Geiserik, koning van de Vandalen, slechts een brief met het verzoek zijn stiefdochter en kleindochters vrij te laten, nadat de Vandalen Rome hadden geplunderd.
Marcianus schafte veel belastingen van de aristocratie af, wat hem vanzelfsprekend populair maakte. Marcianus kon dit makkelijk doen, gezien de enorme besparingen die hij doorvoerde. Ook deed hij verwoede pogingen corruptie en vriendjespolitiek tegen te gaan, die niet altijd even succesvol waren.
Marcianus was ook de keizer die het Concilie van Chalcedon voorzat.
In januari 457 stierf Marcianus, naar het schijnt aan gangreen in zijn voet. Zijn enige dochter, Aelia Marcia Euphemia, was in 450 getrouwd met Anthemius, de latere West-Romeinse keizer, maar deze volgde hem niet op. Uit het huwelijk met Pulcheria kwamen geen kinderen voort, aangezien zij een gelofte van maagdelijkheid had gezworen. Er was dus geen erfgenaam voor zijn troon, waardoor Aspar  Leo I kon installeren als nieuwe keizer. Later zouden velen terugkijken op Marcianus' heerschappij als een soort gouden tijdperk, waarin er vrede en voorspoed was. Het staat echter vast dat Marcianus veel geluk heeft gehad.